# 투게더 (아이스크림)
투게더(TOGETHER)는 빙그레의 대표 아이스크림 브랜드이다. 투게더는 카톤 아이스크림류 (일명 떠먹는 아이스크림)에 해당되며, 온 가족이 함께 먹는 아이스크림으로 유명하다. 국산 우유를 2배 농축하여 제조한다.

## 역사
1970년대 대한민국에서 아이스크림의 인식은 설탕물에 색소를 넣어 얼린 아이스케키였다. 당시 정통 아이스크림은 일류호텔 등 최고급 식당의 디저트로만 접할 수 있었기 때문이다. 빙그레는 국산 정통 아이스크림을 유통하기 위해 퍼모스트 멕킨스사와 협약을 맺는다. 하지만 멕킨스사는 OEM으로 생산하길 원했기에 기술전수를 허락하지 않았다. 이에 빙그레는 독자 개발에 착수하여 2년간의 시행착오로 1974년 투게더를 런칭하게 되었다.
투게더라는 제품명은 사내공모를 통해 채택되었으며 '온 국민이 함께, 온 가족이 함께 전통 아이스크림을 즐기자'라는 내포하고 있다.

### 변천사
- 1974년 런칭된 투게더는 아버지가 월급날에 사와 온 가족이 같이 먹는 아이스크림이라는 이미지로 가격과 품질에서 고급스러운 브랜드 마케팅을 성공하였다.
- 2014년 초심으로 돌아가자는 마케팅으로 초기 디자인인 금박 포장지와 가족의 얼굴을 형상화한 디자인을 활용하였고 이는 매출 상승으로 이어졌다.
- 2018년 2월 기준으로 6년 연속 국가브랜드대상(NBA) 아이스크림 부문 대상 수상을 하였다.

## 종류

### 맛
대표적인 맛으로는 오리지널 바닐라맛이 있다.
- 스트로베리밀크
- 녹차초코
- 초콜릿밀크
- 쿠앤크
- 프로즌요거트블루베리(2018년 런칭)

### 시그니쳐 메뉴
투게더 시그니처는 기존 제품대비 용량(900ml)을 1/8로 줄여 1인가구도 즐길 수 있게 출시한 제품이다. 국내 카톤 아이스크림계 1위 브랜드 파워를 가지고 있는 투게더의 브랜드 이미지를 좀 더 강화하기 위해 투게더 시그니쳐는 원료를 고급화하였다.
2017년 6월 벨기에 국제식음료평원(iTQi)에서 주관한 품평회에서 '더블샷 바닐라'와 '그린티 라떼'가 각각 별1개와 별2개를 수상하였다.
- 더블샷 바닐라
- 그린티 라떼
- 크림치즈

## 가격
런칭 가격은 600원(800cc 기준)이었다. 당시 아이스께끼의 가격이 10원인것을 감안하면 최고급 프리미엄 아이스크림이었다.
현재 투게더의 가격은 4000~7000원으로 판매점에 따라 가격차가 많이 나고 있다. 이러한 가격은 소비자들의 가격 불신으로 이어질 수 있기에 빙그레는 가격정찰제를 기반으로 5500원에 가격을 산정하였다.

## 마케팅
광고
- 1980년대 투게더 광고영상[깨진 링크(과거 내용 찾기)]
- 1990년대 투게더 광고영상[깨진 링크(과거 내용 찾기)]
- 2000년대 투게더 광고영상[깨진 링크(과거 내용 찾기)]
- 2007년 투게더 광고영상[깨진 링크(과거 내용 찾기)]

시장정보
카톤 아이스크림 시장점유율 1위 제품으로 연간 매출액 300억 원을 상회한다.
투게더는 아이스크림 제품 중 최초로 K-MILK 인증을 획득하였다. 인증을 받은 15개 업체 276개 제품 중 아이스크림 제품으로는 유일하게 투게더가 인증을 받았다. K-MILK 인증은 안전하고 신선한 국산우유만을 사용하는 제품/식품을 제조하거나 판매/유통하는 업체에 대해 한국낙농육우협회가 보증하는 것이다.
K-MILK 인증을 획득한 투게더는 우유 원료를 모두 국산으로 사용하고 있으며, 900ml 용량에 56%의 국산 농축유를 사용해 실제 사용된 원유는 1000ml가 넘는다.